# Arthonia cohabitans
Arthonia cohabitans är en lavart som beskrevs av Coppins. Arthonia cohabitans ingår i släktet Arthonia och familjen Arthoniaceae.   Inga underarter finns listade i Catalogue of Life.